# Улица Романа Бжеского (Чернигов)
Улица Романа Бжеского (укр. Вулиця Романа Бжеського) — улица в Деснянском районе города Чернигова, исторически сложившаяся местность (район) Бобровица. Пролегает от улицы Песчаная до тупика. 
Примыкают улицы Малиновского.

## История
Лесная улица была проложена в 1960-1970-х годах. 
Переименована, когда село Бобровица вошло в состав города Чернигова, поскольку в Чернигове уже была улица с данным названием — южнее Яловщины. В 1974 году получила название улица Вилиса Лациса — в честь латышского советского писателя и государственного деятеля Вилиса Тенисовича Лациса
12 февраля 2016 года улица получила современное название — в честь американского историка украинского происхождения, уроженца Черниговщины Романа Стефановича Бжеского, согласно Распоряжению городского главы В. А. Атрошенко Черниговского городского совета № 46-р «Про переименование улиц и переулков города» («Про перейменування вулиць та провулків міста»)

## Застройка
Улица пролегает в юго-западном направлении — параллельно улицам Липинского и Луговая. Улица расположена в пойме реки Десна. Парная и непарная стороны улицы заняты усадебной застройкой.
Учреждения: нет.